# Charles Gasparini
Pour les articles homonymes, voir Gasparini.
Charles Gasparini est un footballeur né le 11 mars 1938 à Piennes (Meurthe-et-Moselle). 1,73 m pour 65 kg. Il était milieu de terrain défensif. 

## Carrière de joueur
- 1961-1967: UA Sedan-Torcy
- 1967-1973: AS Nancy-Lorraine

il est le premier joueur à avoir signé un contrat professionnel avec l'AS Nancy Lorraine

## Palmarès
- International amateur en 1961 et 1962
- Finaliste de la Coupe de France 1965 (avec l'UA Sedan-Torcy)
- Vice-champion de France de Division 2 en 1970 (avec l'AS Nancy-Lorraine)